# Ordensburg Sonthofen
L'Ordensburg Sonthofen est l'un des NS-Ordensburgen (en) construit pendant le Troisième Reich à Sonthofen (Oberallgäu). Il appartient actuellement à la Bundeswehr et s'appelle Generaloberst-Beck-Kaserne.

## Histoire

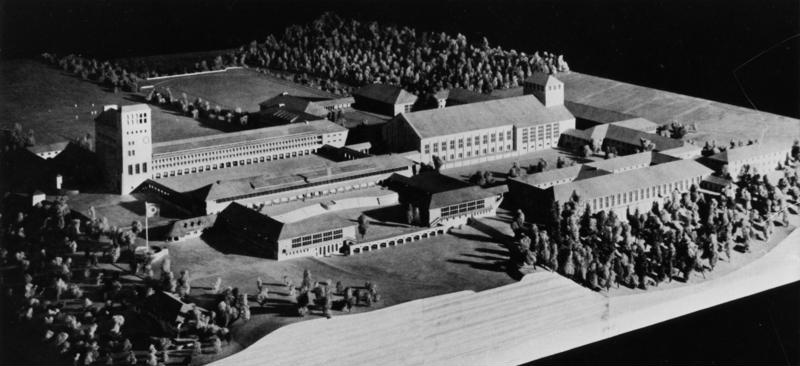
Maquette d'une ancienne version de l'Ordensburg Sonthofen.

Lors de son discours, en 1933 à Bernau-lès-Berlin, Adolf Hitler a demandé que de nouvelles écoles soient construites pour les futurs jeunes dirigeants de son parti, le Parti national-socialiste des travailleurs allemands (NSDAP). La tâche a été confiée à Robert Ley, le « Reichsorganisationsleiter » (littéralement : Chef de l'organisation du Reich) du NSDAP, qui a entrepris la construction et l'exploitation de quatre camps éducatifs, des NS-Ordensburgen (en) :
- Ordensburg Krössinsee en Poméranie
- Ordensburg Sonthofen dans l'Allgäu
- Ordensburg Vogelsang dans l'Eifel
- Ordensburg Marienburg planifié sur le site historique à Malbork, en Poméranie (Prusse-Occidentale) sur le territoire actuel de la Pologne[2].

Le complexe fut construit en 1934. Il a été conçu par l'architecte Hermann Giesler afin de devenir une école pour l'éducation de l'élite militaire nazie. L'acteur Hardy Krüger a fréquenté cette école. Durant la dernière année de la guerre, la base a servi d'infirmerie.
De 1936 à 1941, le commandant de l'Ordensburg fut Robert Bauer, ancien combattant du parti nazi et membre du Reichstag depuis 1933.
Après la guerre, les troupes françaises ont d'abord pris le contrôle de la forteresse. Plus tard, l'armée américaine y a localisé le centre d'entraînement de la force « US-Constabulary ». De mai 1951 à février 1952, la base a été utilisée par l'armée de l'air des États-Unis en Europe en tant que centre d'entraînement.
En 1956, la forteresse a été acquise par la Bundeswehr et a pris le nom de Generaloberst-Beck-Kaserne, le colonel général Ludwig Beck fut membre de la résistance et chef de l'état-major général de l'armée de terre.

## Usage actuel

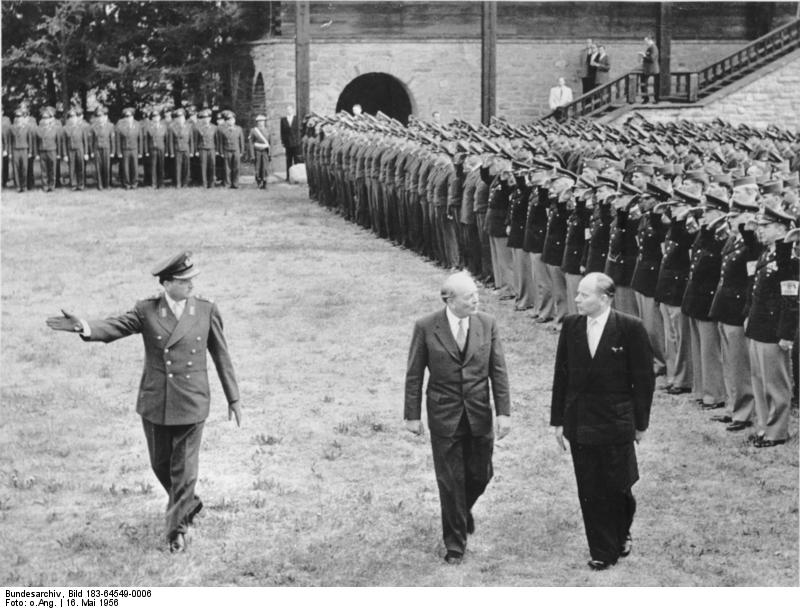
Le ministre fédéral de la Défense, Theodor Blank (à droite) et le ministre bavarois Wilhelm Hoegner (milieu), 1956, alors que la caserne Beck venait de changer de nom.

La Generaloberst-Beck-Kaserne a accueilli des écoles de la Bundeswehr, la police militaire (Feldjäger) et le service du personnel. En 2009, la Bundeswehr a transféré ses écoles dans l'Emmich-Cambrai-Kaserne à Hanovre. Deux autres bases ont ensuite été fermées et leur personnel a déménagé à Sonthofen.
Aujourd'hui, la forteresse est protégée au titre de site historique.

## Galerie

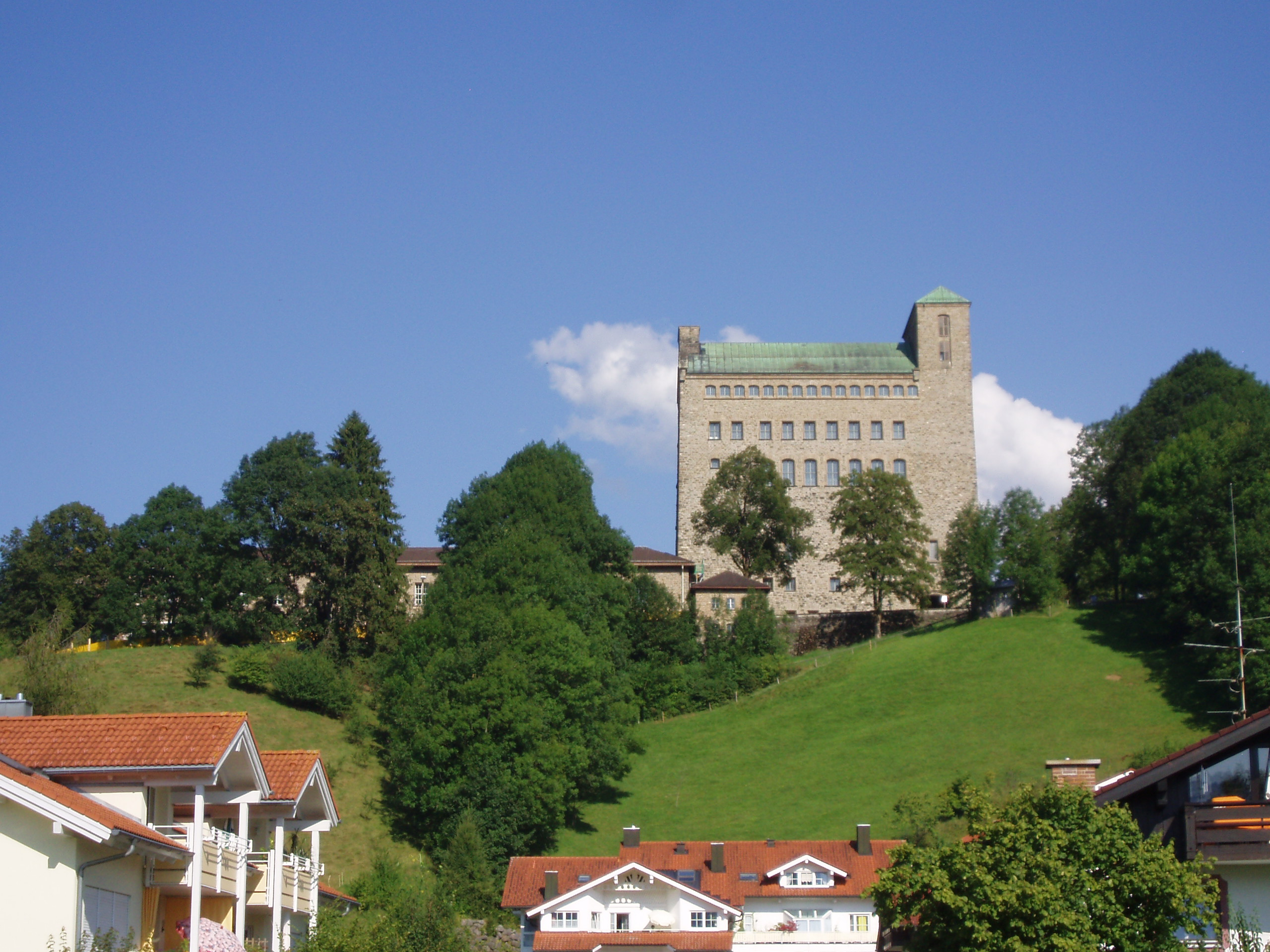
Vue de la Generaloberst-Beck-Kaserne.
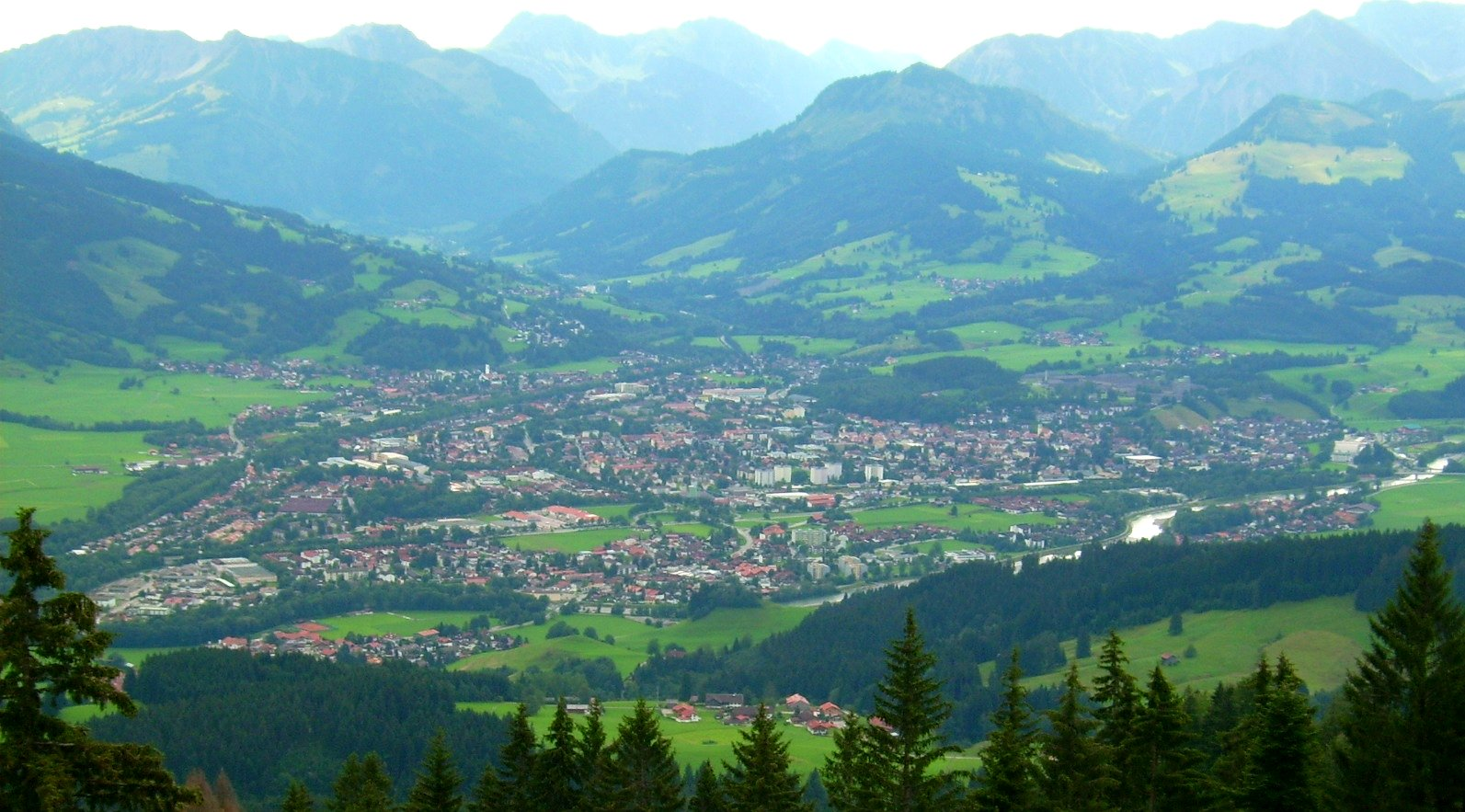
Sonthofen.
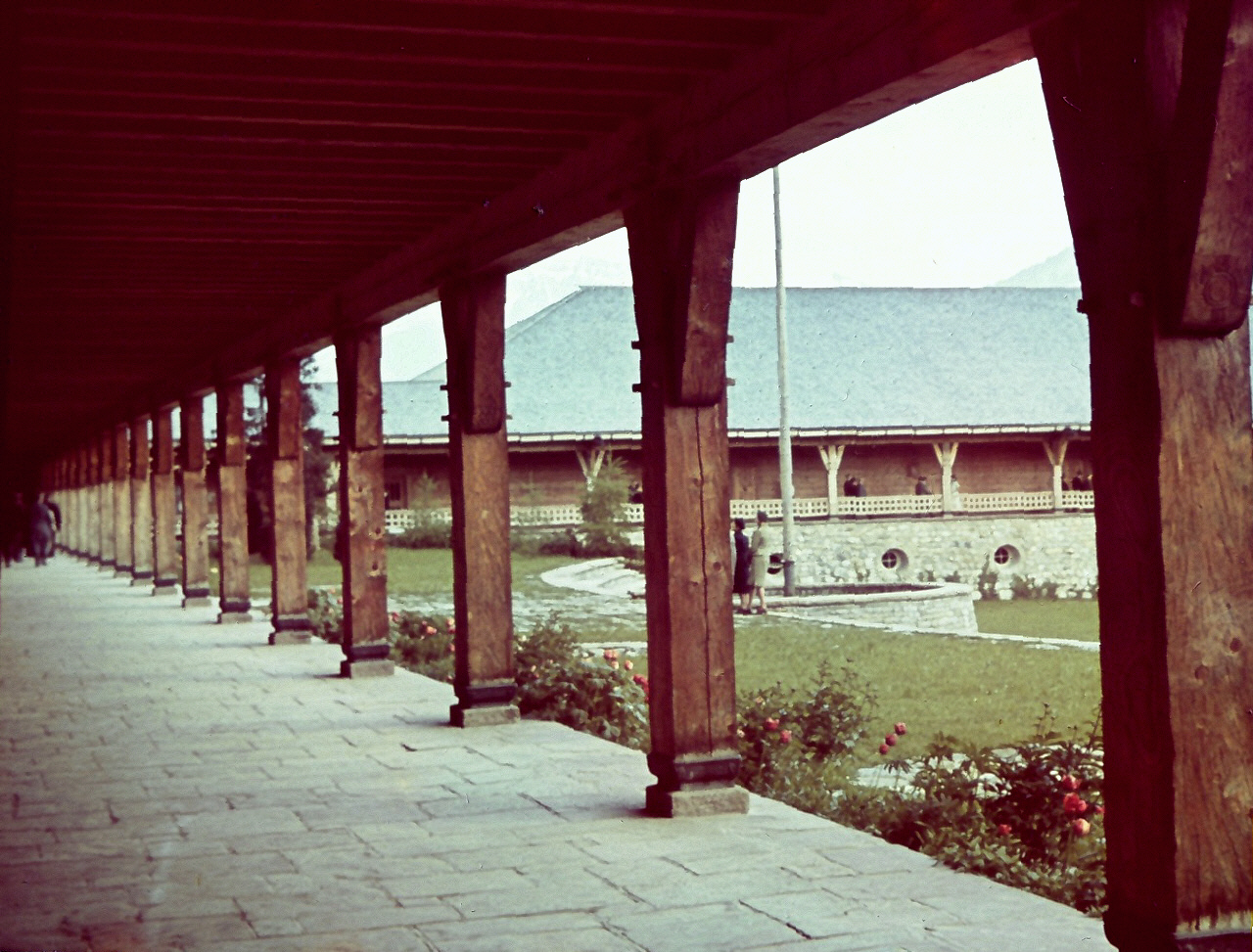
Cour intérieure.